# Organização dos Estados Americanos
A Organização dos Estados Americanos (OEA) é uma organização internacional constituída por Estados independentes do continente americano. Com sede em Washington D.C., Estados Unidos, a OEA atualmente é composta por 35 Estados membros. A OEA foi fundada em 30 de abril de 1948 em Bogotá, Colômbia, com o objetivo de promover a solidariedade e cooperação entre seus Estados membros. A partir da década de 1990, a organização passou a se concentrar no monitoramento eleitoral, visando consolidar e promover a democracia representativa e o princípio da não-intervenção.

## Bandeira

Versão em português do escudo da OEA com os 35 membros atuais.

A Bandeira da Organização dos Estados Americanos foi adotada em 1965 e, desde então, modificada algumas vezes com o objetivo de incorporar as bandeiras dos Estados que se tornaram membros da OEA ao longo dos anos.
O desenho do pavilhão consiste em um retângulo de fundo azul com um círculo branco orlado em ouro ao centro. No círculo está localizado o escudo da organização, formado pelo agrupamento das bandeiras dos estados membros hasteadas em mastros dourados. As bandeiras são ordenadas a partir de sua ordem alfabética a partir da língua espanhola, iniciando pela Antígua e Barbuda na parte inferior esquerda e seguindo no sentido horário até finalizar com a Venezuela, na parte inferior direita.

## História

### Antecedentes
Entre outubro de 1889 e abril de 1890, ocorreu em Washington, D.C., nos Estados Unidos, a Primeira Conferência das Repúblicas Americanas. A reunião resultou na fundação da União Internacional das Repúblicas Americanas.

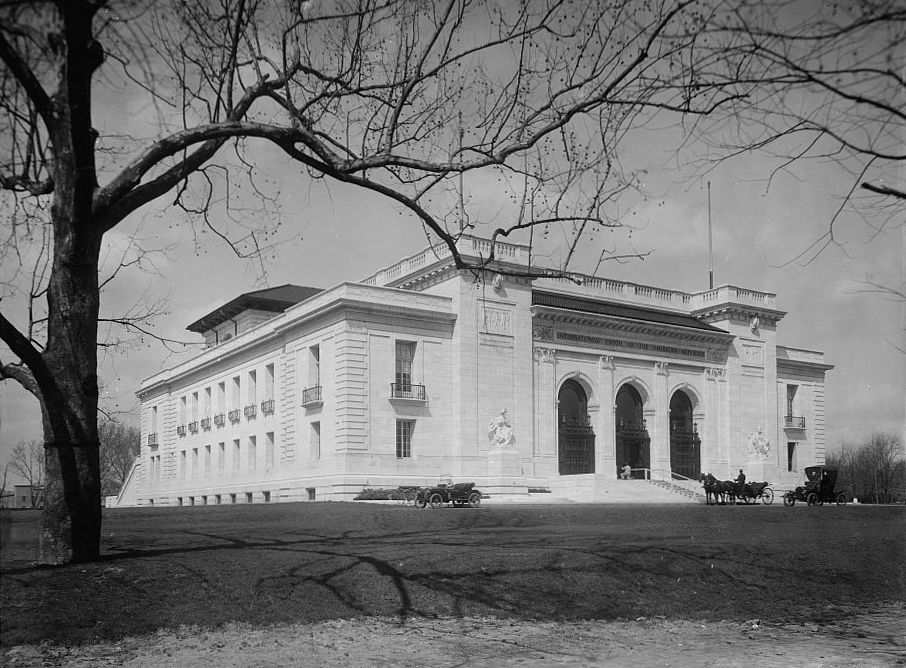
A Casa das Américas em 1910

A partir da conferência foram fundadas uma série de instituições que deram início ao Sistema Interamericano de Proteção aos Direitos Humanos.
Em 1910 os arquitetos Albert Kelsey e Paul P. Cret construíram a Casa das Américas. A construção foi financiada por contribuições dos estados membros da União Internacional das Repúblicas Americanas e pela doação do magnata Andrew Carnegie. A arquitetura simboliza a unidade do continente americano, com influências da colônia espanhola e dos povos originários do continente. O prédio, que mais tarde se tornaria sede da OEA, está localizado na Avenida Constitution, a 200 metros da Casa Branca.

### A Carta da OEA
Em 30 de abril de 1948, 21 Estados do hemisfério participaram da Nona Conferência Internacional dos Estados Americanos em Bogotá, Colômbia. Na Conferência foi assinada a Carta da Organização dos Estados Americanos, tratado pan-americano que estabeleceu a criação da Organização dos Estados Americanos. O tratado entrou em vigor em 13 de dezembro de 1951.
A Carta da OEA foi resultado de um longo processo de negociação iniciado em 1945. Vários nomes foram propostos na época para a nova instituição: “União”, “Comunidade Regional” ou “Organização” e seguintes a escolha deste último, os debates se voltavam para a escolha entre “Estados”, “Nações” ou “Repúblicas”. O termo República não foi escolhido para evitar a exclusão de outras formas de governo que poderiam existir na região, ao passo que o termo "nação" foi descartado por sua conotação mais cultural ou sociológico do que jurídica. Assim o termo escolhido foi Organização.
A Carta de 1948 foi modificada por Protocolos de Emendas quatro vezes: Buenos Aires, 1967; Cartagena das Índias, 1985; Washington, 1992, e Manágua, 1993.

### Relação com a ONU
A Organização dos Estados Americanos foi fundada em 30 de abril de 1948, constituindo-se como um dos organismos regionais mais antigos do mundo, sendo fundada três anos após a criação da ONU. A relação da nova Organização com o Sistema Mundial da Organização das Nações Unidas foi estabelecida três anos antes. De acordo com o artigo 1º da Carta da OEA: “No âmbito das Nações Unidas, a Organização dos Estados Americanos constitui um órgão regional”, de acordo com o disposto no Capítulo VIII (Acordos Regionais) da Carta das Nações Unidas, e nessa qualidade, ela participou de atividades relacionadas à paz e segurança na região.

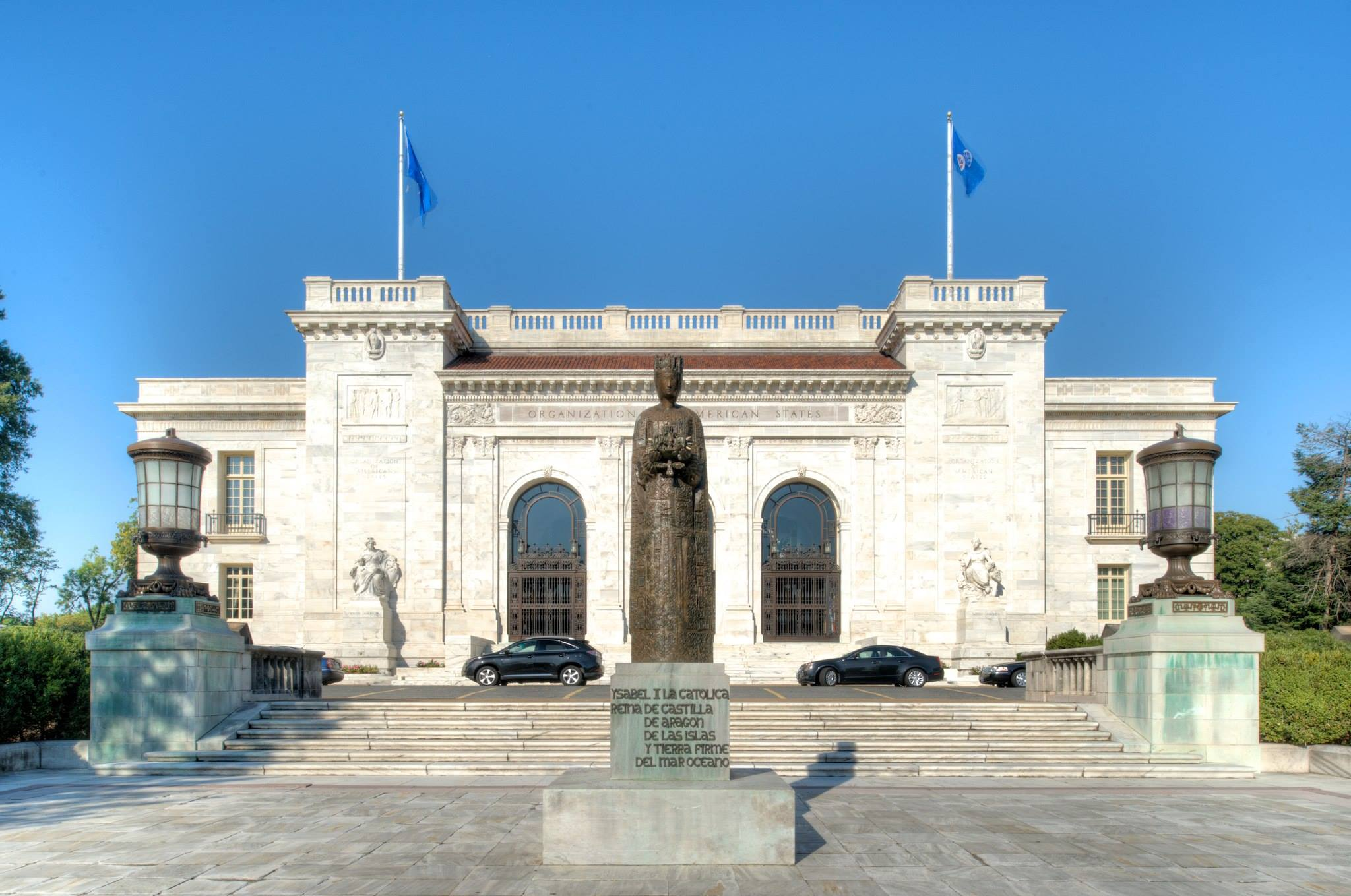
Sede da OEA em 2015

As reuniões dos estados ocorriam em intervalos variados até 1970, quando entrou em vigor o Protocolo de Reforma da Carta da Organização dos Estados Americanos, que estabeleceu que as reuniões deveriam ocorrer na sessões da Assembleia Geral. Em 11 de setembro de 2001 foi assinada a Carta Democrática Interamericana entre todos os países-membros da OEA. Este documento visa fortalecer o estabelecimento de democracias representativas no continente.

### Atualidade
Ao longo da década de 1990, com o fim da Guerra Fria e da maior parte das ditaduras latino-americanas do século XX, a OEA fez grande esforço para se reinventar e se adequar ao novo contexto de globalização. Nesse contexto, suas prioridades positivadas passaram a incluir o fortalecimento da democracia. Entre 1962 e 2002 em mais de 100 ocasiões a OEA promoveu missões para supervisionar e promover a defesa democrática das eleições dos Estados membros. A OEA também trabalha para fortalecer o governo nacional e local e as agências eleitorais, promover práticas e valores democráticos e ajudar os países a detectar e neutralizar a corrupção oficial.
Missões especiais da OEA apoiaram processos de paz na Nicarágua, Suriname, Guatemala e, em parceria com a ONU, no Haiti. A Organização desempenhou um papel de liderança na remoção de minas terrestres instaladas nos Estados membros e liderou negociações para resolver as disputas fronteiriças remanescentes nos continentes (Guatemala/Belize; Peru/Equador).
Atualmente está em andamento a construção de uma frente comum interamericana de combate ao terrorismo.
A OEA também atua na defesa dos direitos humanos, no fomento ao livre comércio, no combate ao tráfico de drogas e na promoção do desenvolvimento sustentável.

## Estrutura
Segundo a Carta da Organização dos Estados Americanos, título VIII, as instâncias consultivas e políticas são:
- Assembleia Geral
- Analisar medidas aprovadas ou não pelos poderes legislativo e executivo dos países membros.
- Permite intervenção militar de países membros em países que fazem parte ou não da OEA.
- Reunião de Consulta de Ministros das Relações Exteriores
- Os Conselhos: Conselho Permanente, Conselho Interamericano para o Desenvolvimento Integral e outros
- Comitê Jurídico Interamericano
- Comissão Interamericana de Direitos Humanos
- Secretaria-geral
- Conferências Especializadas
- Organismos especializados

### Assembleia Geral
A Assembleia Geral é o órgão supremo de tomada de decisões da OEA. Reúne-se uma vez por ano em uma sessão regular. Em circunstâncias especiais, e com a aprovação de dois terços dos Estados membros, o Conselho Permanente pode convocar sessões extraordinárias.

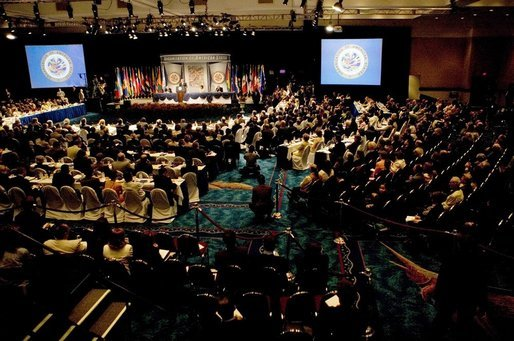
Sessão da Trigésima Quinta Assembleia Geral da OEA em Fort Lauderdale, Flórida, Estados Unidos, junho de 2005.

Os Estados membros revezam-se para sediar a Assembleia Geral. Os países são representados em suas sessões por seus delegados escolhidos: geralmente, seus ministros das Relações Exteriores ou seus representantes nomeados. Cada Estado tem um voto e a maioria dos assuntos - exceto aqueles para os quais a Carta ou o próprio regulamento da Assembleia Geral exigem especificamente uma maioria de dois terços - são resolvidos por um voto majoritário simples.
Os poderes da Assembleia Geral incluem definir o curso e as políticas gerais da OEA por meio de resoluções e declarações; aprovar seu orçamento e determinar as contribuições a pagar pelos Estados membros; aprovar os relatórios e as ações do ano anterior das agências especializadas da OEA; e eleger membros para servir nessas agências.

### Secretaria-Geral
Desde 2025, o Secretário-Geral da OEA é o ex-ministro das Relações Exteriores do Suriname, Albert Ramdin.
Em 2015, o ex-ministro das Relações Exteriores do Uruguai Luis Almagro começou a exercer seu primeiro mandato, que foi renovado uma vez consecutivamente.

## Países membros
Todas as 35 nações independentes da América são membros da OEA. Após a fundação, em 5 de maio de 1948, havia 21 membros:
- Argentina
- Bolívia
- Brasil
- Chile
- Colômbia
- Costa Rica
- Cuba[14]
- República Dominicana
- Equador
- Estados Unidos
- El Salvador
- Guatemala
- Haiti
- Honduras
- México
- Nicarágua
- Panamá
- Paraguai
- Peru
- Uruguai
- Venezuela

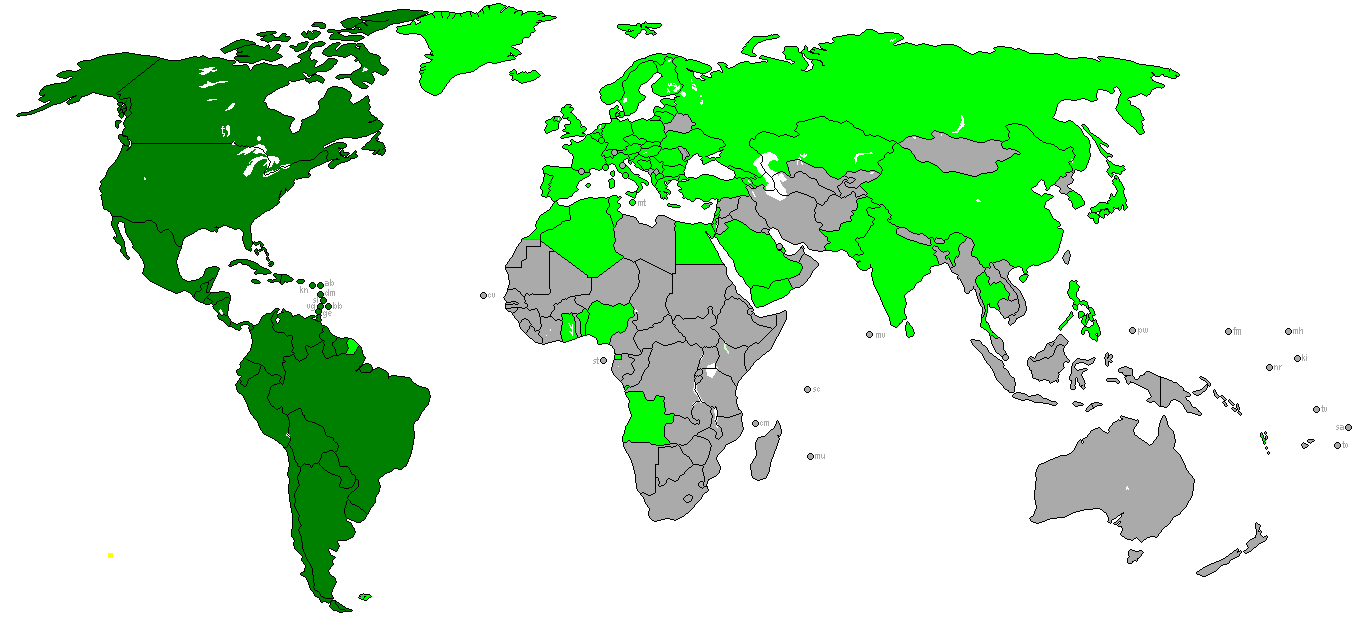
Membros
Observadores

A expansão posterior da OEA inclui as nações recém-independentes do Caribe (a maioria dos quais só obteve a independência após a II Guerra Mundial) e Canadá. Membros com datas de admissão posterior (ordenados em ordem cronológica):
- Barbados (membro desde 1967)
- Trindade e Tobago (1967)
- Jamaica (1969)
- Granada (1975)
- Suriname (1977)
- Domínica (1979)
- Santa Lúcia (1979)
- Antígua e Barbuda (1981)
- São Vicente e Granadinas (1981)
- Bahamas (1982)
- São Cristóvão e Nevis (1984)
- Canadá (1990)
- Belize (1991)
- Guiana (1991)

### Canadá
Embora o Canadá tenha sido membro fundador da Liga das Nações em 1919 e tenha ingressado em organizações internacionais desde essa data, optou por não ingressar na OEA quando foi formada, apesar de suas estreitas relações com os Estados Unidos. O Canadá tornou-se "Observador Permanente" da OEA em 2 de fevereiro de 1972. O país assinou a Carta da Organização dos Estados Americanos em 13 de novembro de 1989 e essa decisão foi ratificada em 8 de janeiro de 1990. Em 2004–2005, o Canadá foi o segundo maior colaborador da OEA, com uma contribuição anual avaliada representando 12,36% do orçamento ordinário da organização (9,2 milhões de dólares) e um adicional de 9 milhões de dólares em contribuições voluntárias a projetos específicos. Logo após ingressar como membro de pleno direito, o país foi fundamental na criação da Unidade para a Promoção da Democracia, que fornece apoio ao fortalecimento e consolidação dos processos e instituições democráticos nos Estados membros da OEA.

### Cuba

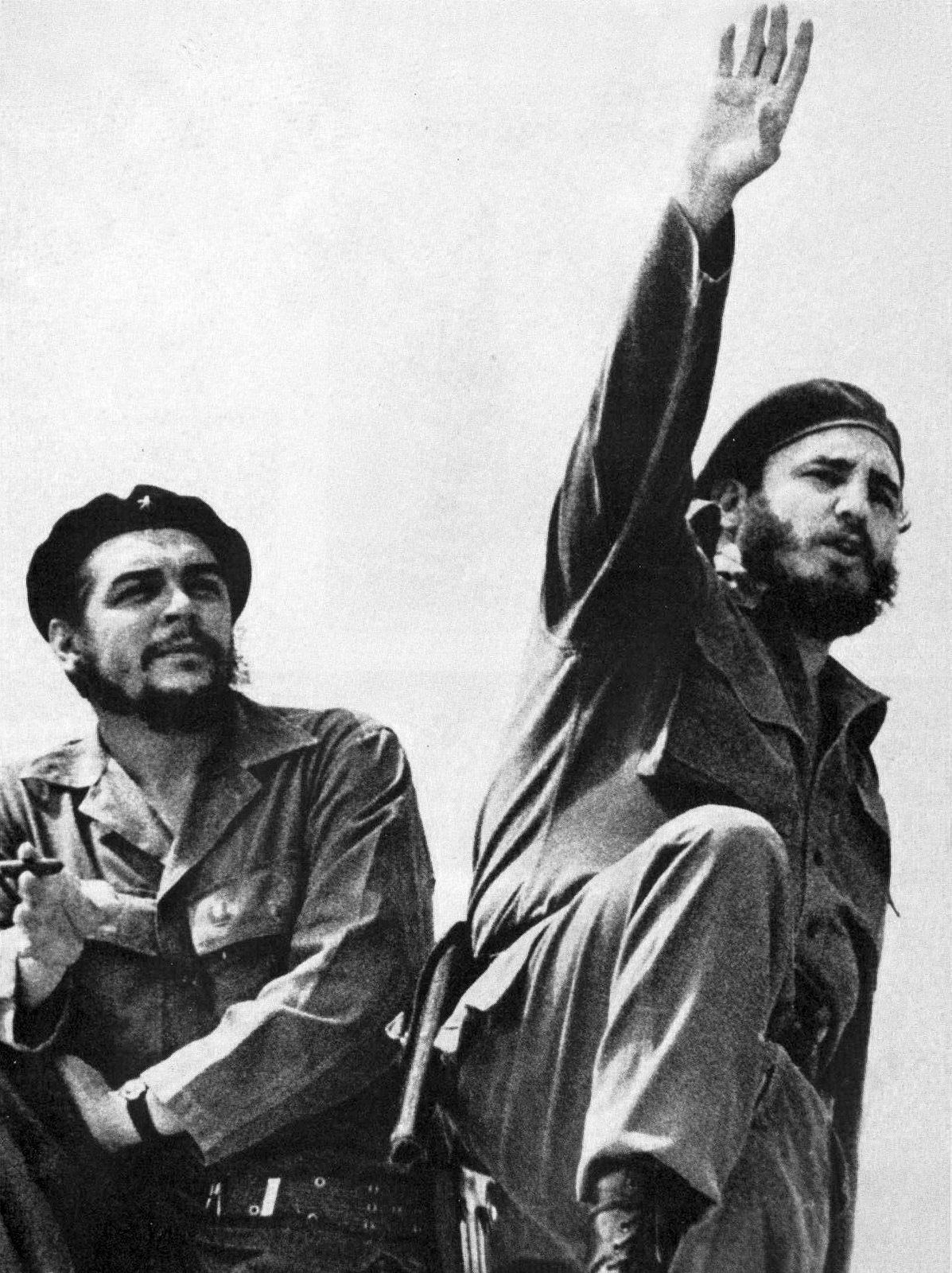
Líderes revolucionários Che Guevara (à esquerda) e Fidel Castro (à direita) em 1961, um ano antes da exclusão de Cuba da OEA.

Após o seu governo declarar o caráter socialista da Revolução Cubana e se aliar à URSS, no dia 31 de janeiro de 1962, durante a Oitava Reunião de Consulta dos Ministros das Relações Exteriores da OEA, realizada em Punta del Este, Uruguai, foram aprovadas uma série de resoluções relativas a Cuba.
A mais importante foi a Resolução VI, aprovada pelo voto de quatorze países a favor, um contra (Cuba) e seis abstenções (Argentina, Bolívia, Brasil, Chile, Equador e México), e pela qual o atual Governo de Cuba foi excluído de participar do Sistema Interamericano. Na referida resolução ficou previsto:
1. Que a adesão de qualquer membro da Organização dos Estados Americanos ao marxismo-leninismo é incompatível com o Sistema Interamericano e o alinhamento de Cuba com o bloco comunista quebraria a unidade e a solidariedade do hemisfério.
2. Que o então Governo de Cuba, identificado oficialmente como Governo Marxista-Leninista, era incompatível com os princípios e propósitos do Sistema Interamericano.
3. Que a incompatibilidade excluiria o atual Governo de Cuba de sua participação no Sistema Interamericano.
4. Que o Conselho da Organização dos Estados Americanos e os demais órgãos e entidades do Sistema Interamericano adotassem sem demora as medidas necessárias para dar cumprimento da Resolução VI.

De fato, tratava-se da exclusão do governo de Cuba - e não do estado membro - conforme os termos da resolução. Portanto, tecnicamente ainda era membro da organização; mas era negado ao governo de Cuba o direito de representação, participação nas reuniões e demais atividades da organização.[carece de fontes?]
A posição da OEA - questionada por alguns estados membros- era de que, embora a participação de Cuba estivesse suspensa, suas obrigações em relação aos tratados internacionais de Direitos Humanos (como a Carta da OEA e a Declaração Americana dos Direitos e Deveres do Homem ainda se mantinham). Assim, a Comissão Interamericana de Direitos Humanos continuava a publicar relatórios sobre a situação dos direitos humanos em Cuba e a ouvir casos individuais envolvendo cubanos.
Sobre os pedidos de explicações da Comissão Interamericana de Direitos Humanos, a posição de Cuba foi expressa em nota oficial enviada à OEA, como "simples cortesia," por seu então ministro das Relações Exteriores, Dr. Raúl Roa García, em 4 de novembro de 1964. A nota dizia que Cuba tinha sido arbitrariamente excluída da OEA e que a organização não tinha jurisdição, nem autoridade fatual, jurídica ou  moral sobre um estado que a própria organização havia ilegalmente privado dos seus direitos.
A suspensão foi revogada em 2009 pela 39ª Assembleia Geral da Organização dos Estados Americanos. A OEA previu um grupo de trabalho para tratar do retorno de Cuba às atividades da Organização. No entanto, uma declaração emitida pelo governo cubano em 8 de junho de 2009 afirmou que, embora o país tenha recebido com satisfação o gesto da Assembleia, à luz do registro histórico da Organização "Cuba não voltaria à OEA".
Em 2021, a OEA adiou a reunião programada para debater a questão de Cuba na Organização, por conta da instabilidade provocada pelos protestos que ocorriam no país, por meio dos quais os manifestantes exigiam liberdades civis, mudanças na estrutura política, e protestavam contra a falta de acesso aos direitos econômicos, sociais e culturais.

### Honduras

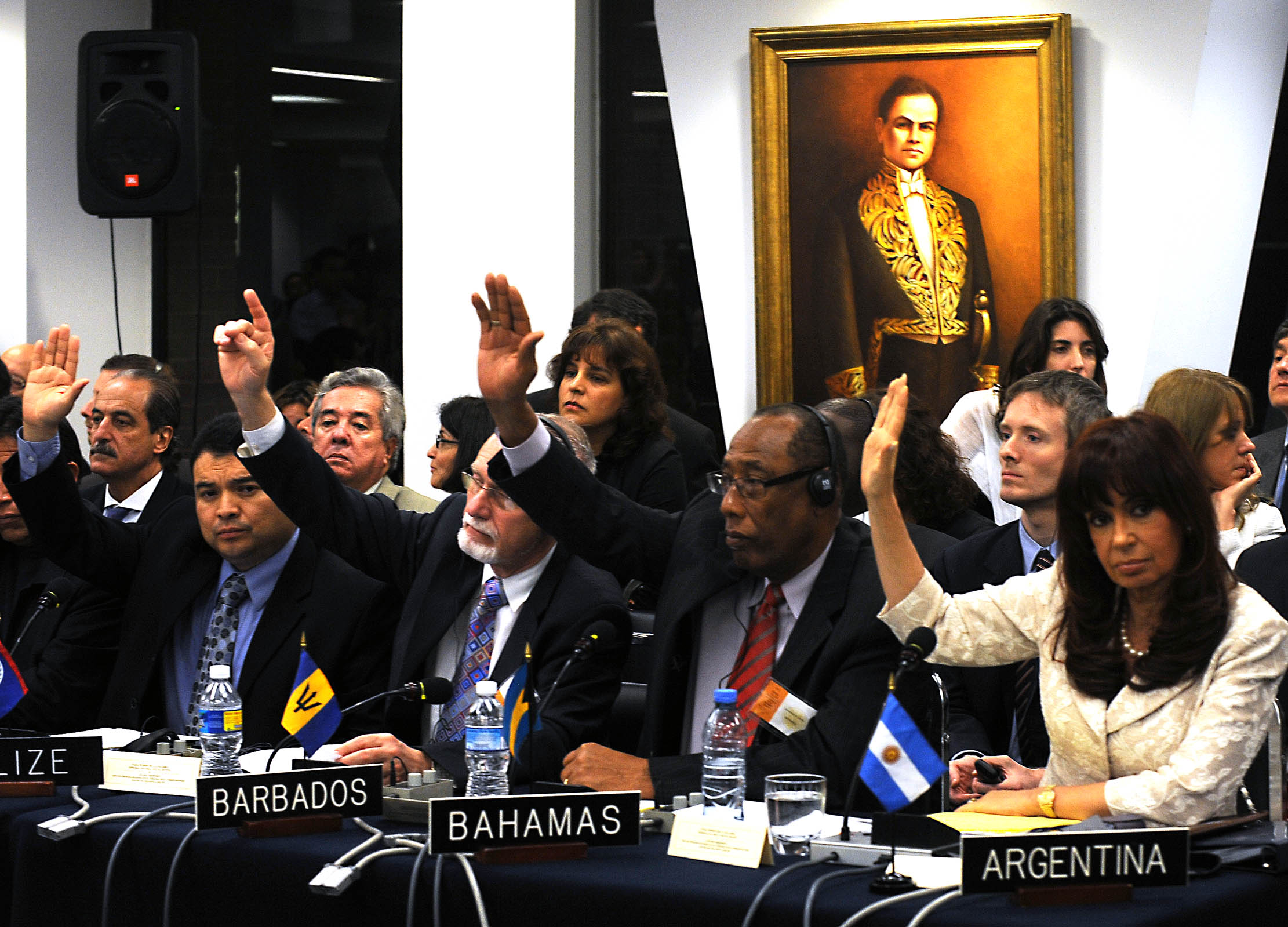
Os participantes da Assembleia Extraordinária da OEA votaram pela suspensão de Honduras.

Após a expulsão de seu presidente Manuel Zelaya, a filiação de Honduras à OEA foi suspensa por unanimidade à meia-noite de 5 de julho de 2009. O governo de fato já havia anunciado que deixaria a OEA horas antes; isso não foi, no entanto, levado em consideração pela OEA, que não reconheceu esse governo como legítimo. Uma reunião extraordinária foi conduzida pela OEA em Washington, DC, com a presença de Zelaya. A suspensão de Honduras foi aprovada por unanimidade com 33 votos (Honduras não votou). Esta foi a primeira suspensão realizada pela OEA desde a de Cuba em 1962.
Após o retorno de Zelaya a Honduras em 2011, o país foi novamente admitido na organização em 1 de junho de 2011 com 32 votos a favor e 1 contra (Equador). A Venezuela expressou algumas reservas.

### Venezuela
Em 28 de abril de 2017, a Venezuela notificou a organização de sua denunciação da Carta da OEA, o que, conforme o artigo 143, levaria à retirada da Venezuela da OEA a partir de dois anos a partir da data da notificação. Durante esse período, o país não planejou participar da OEA.
Durante a crise presidencial na Venezuela em 2019, o Presidente da Assembleia Nacional, Juan Guaidó, que foi reconhecido pela Assembleia como presidente em exercício, enviou uma carta ao Secretário-Geral da OEA anulando a denúncia anterior da Carta da OEA e expressando sua desejo de que a Venezuela continue sendo membro da OEA. A Assembleia Nacional designou um enviado especial como representante da OEA, o advogado Gustavo Tarre Briceño, que a OEA votou para reconhecer como delegado da Venezuela em abril.

### Nicarágua
Em 7 de novembro de 2021, a Nicarágua realizou uma eleição geral que elegeu o presidente Daniel Ortega para um quarto mandato. Em votação do Conselho Permanente da OEA, 25 Estados-membros votaram a favor de uma resolução condenando a eleição, enquanto sete países se abstiveram, incluindo México, Honduras e Bolívia. A moção afirmou que a eleição "não foi livre, justa ou transparente e carece de legitimidade democrática" e também instruiu o Conselho Permanente a fazer uma avaliação da situação e "tomar as medidas apropriadas".
Em resposta a essa crítica, o chanceler nicaraguense Denis Moncada anunciou em 19 de novembro que a Nicarágua deixaria a OEA. Moncada chamou o bloco de "instrumento de interferência e intervenção" e o acusou de "facilitar a hegemonia dos Estados Unidos com seu intervencionismo sobre os países da América Latina e do Caribe". De acordo com o artigo 143 da Carta Fundadora da OEA, o processo de saída da organização leva dois anos após seu anúncio. A Nicarágua finalmente completou a sua retirada da OEA em 19 de novembro de 2023.

### Observadores permanentes
Em 31 de janeiro de 2014, havia 69 países observadores permanentes, incluindo os quatro países com territórios nas Américas - Dinamarca, França, Países Baixos e Reino Unido; bem como a União Europeia.